# УГМК-арена
УГМК-Арена — багатофункціональна льодова арена в Єкатеринбурзі, Росія. Будується на місці знесеної недобудованої телевежі.
Будівництво почалося 2019 року . Завершення планувалося до 2023 року, до літньої Універсіади в Єкатеринбурзі та 300-річчя міста, потім відкладено на грудень 2024 року  . Створене для реалізації проєкту АТ «Льодова арена» на 60% належить ТОВ «УГМК-Холдинг», ще 40% перебувають у власності МУДМСО .
З кількох варіантів проєкту остаточно обрано з оранжево-мідним фасадом, а на даху — величезний логотип УГМК . Будівництво ведеться за рахунок бюджету Свердловської області  .

## Опис
Основу фундаменту склали 2400 паль різної довжини (від 15 до 30 метрів), поверх них було змонтовано залізобетонну плиту . Міцні залізобетонні та сталеві конструкції оснащені системою моніторингу конструкцій, щоб відстежувати стан усіх несучих елементів. Спорткомплекс матиме сітчастий металевий каркас мідного відтінку, в який будуть інтегровані медіафасад і медіаекран . Металоконструкції куполоподібного даху льодової арени передбачені з ферм з обпиранням по короткій стороні чаші з системою горизонтальних і вертикальних зв'язків. Покриття має розміри 99,8 на 129,8 метрів, його площа становить близько 11 500 м². Висота ферм — від 5 метрів в опорній частині до 11 метрів у ковзані . Під час будівництва будівлі буде використано 224 світлових прожектори і 188 акустичних кластерів.
Будівля буде чотириповерховою. На нульовому рівні — парковка, на першому — торгова зона. Другий рівень віддадуть під 40 VIP-кімнат (скайбоксів для спостереження за грою), а також ресторан із панорамним вікном. Третій рівень займуть точки громадського харчування, а четвертий — технічні приміщення . Для безпеки відвідувачів усередині та по периметру арени будуть використані 1345 камер відеоспостереження. Основним розробником концепту стала німецька компанія HPP Architekten.
Льодова арена зможе приймати спортивні змагання найвищого рівня щонайменше по 11 видах спорту ( фігурному катанню, баскетболу  гандболу, міні-футболу, волейболу, боксу, східним єдиноборствам, керлінгу, спортивній гімнастиці ), а також конгреси та концерти. Буде домашньою для хокейного клубу «Автомобіліст».
За льодовою ареною буде споруджено пішохідний міст через річку Ісеть. Проєкт вже отримав позитивний висновок Держекспертизи .

## Хід будівництва
Будівництво розпочалося 31 жовтня 2019 року . Навесні 2020 року будівельники закінчили забивати 2500 паль в основу споруди і приступили до наземної частини. У червні 2021 року забудовник розпочав установку несучих конструкцій купола . До жовтня 2021 року змонтували покрівлю  , у квітні 2022 року на 99 % завершено монолітні роботи з основної конструкції арени, почалося скління  .
18 жовтня 2023 року на арені сталася пожежа на площі 100 м² . 

## Технічні характеристики
- загальна площа 98000 м²
- площа території 5 га
- місткість 12000 глядачів (15000 – у режимі концерту)
- площа медіафасаду 16000 м²
- площа медіаекрану 1500 м²
- кількість світлових прожекторів 224
- кількість акустичних кластерів 188
- місткість паркування 400 машин